# German Design Award

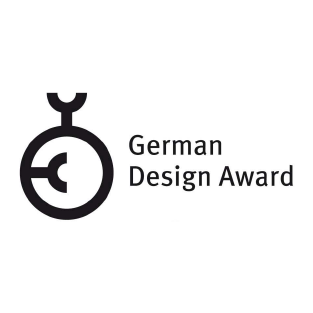
Logo German Design Award, das auch der Rat für Formgebung nutzt

Der German Design Award zeichnet seit 2011 innovative Produkte und Projekte sowie Hersteller und Gestalter der deutschen und internationalen Designbranche. Er wird vom Rat für Formgebung vergeben.
Die Preisverleihung erfolgt jährlich im Februar.

## Modalitäten
Seit 2012 schreibt der Rat für Formgebung einen eigenen Designpreis aus, der kurzzeitig den Namen „Designpreis Deutschland“ trug und dann in German Design Award umbenannt wurde, da Verwechslungsgefahr zum Designpreis der Bundesrepublik Deutschland bestand. Auszeichnungen werden in den drei Hauptkategorien Architecture, Communications Design und Product Design vergeben. Die drei Hauptkategorien sind in 58 Unterkategorien von Apps, Baby and Child Care über Game Design, Packaging, Retail bis Web und Workshop and Tools unterteilt.
Dotiert ist die Auszeichnung German Design Award Newcomer: Die Finalisten erhalten ein Preisgeld, das beim German Design Award 2019 bei 2.500 Euro pro Finalist lag. Der Gewinner oder die Gewinnerin der Auszeichnung wurde auf der Preisverleihung im Februar bekanntgegeben und erhielt 15.000 Euro. Die insgesamt 25.000 Euro Preisgeld wurden 2019, wie im Jahr zuvor, von der Deutschen Telekom gestiftet.

## Kritik
Kritisiert wurden Ende März 2013 die Formalitäten der Preisverleihung: Teilnehmer müssen für ihre Nominierung und nach dem möglichen Gewinn des Preises zahlen. Zudem ist die Quote an Einreichungen zu Gewinnern unverhältnismäßig hoch. Im Jahr 2014 wurden 90 Gewinner gekürt, im Jahr 2016 erhielten 42 Preisträger die höchste Auszeichnung.

## Preisträger
2025 (Auswahl)
- Water Bow, ein Trinkwasserbrunnen, der von Mensch und Tier genutzt werden kann, erstmalig im Mai 2023 am Wilhelmsburger Inselpark in Hamburg in Betrieb genommen wurde und von der Iondesign GmbH entworfen wurde.[6][7]

2024 (Auswahl)
- Physik Instrumente für den Messestand von Physik Instrumente (PI) in den Kategorien Excellent Architecture und Fair and Exhibition[9]
- MAVEO GmbH für den Markenrelaunch von IMPRUF in den Kategorien Excellent Communications Design und Brand Identity[10]
- Salmon Eye in der Kategorie Gold Excellent Architecture[11]

2023 (Auswahl)
- Deutsche Stiftung Denkmalschutz für die Wanderausstellung „Liebe oder Last?! Baustelle Denkmal“ (Special Mention in der Kategorie: Excellent Architecture – Fair and Exhibition)[12]
- Gaulhofer für Holz Fenster Styrialine[13]
- Kiyo GmbH für Excellent Product Design Furniture[14]

2022 (Auswahl)
- David Chipperfield für das Lebenswerk (Personality Award)[15]
- nbundm* für Wohnen am Mühltorplatz, Balingen (Special Mention in der Kategorie: Excellent Architecture)[16]

2021 (Auswahl)
- Paola Antonelli für das Lebenswerk (Personality Award)[17]
- Blauwerk Architekten mit grabner huber lipp für Quartier Johannis, Nürnberg (Special Mention in der Kategorie: Excellent Architecture)[18]
- WE DO communication GmbH für die Neuvisualisierung des Erscheinungsbildes der Deutschen Gesellschaft für Auswärtige Politik: (Kategorie: Excellent Communications Design)[19]

2020 (Auswahl)
- Jasper Morrison für das Lebenswerk (Personality Award)[20]
- Armando Ruinelli für Casa ME (Kategorie: Excellent Architecture)[21]
- Nuyken von Oefele für Kartoffellhalle, Werk 7 (Kategorie: Excellent Architecture)[22]
- NEST ONE - Hyundai Motor Style Set Free MDW19.[23]
- Bernd Wolf Manufaktur (Schmuckdesign)[24]

2019 (Auswahl)
- Dentsply Sirona: digit Power Dispenser (Kategorie: Medical, Rehabilitation and Health Care)
- Nomos Glashütte: Autobahn neomatik 41 (Kategorie: Excellent Product Design)
- Daniel Ellecosta: Haus am Hörmannweg (Kategorie: Winner Architecture)
- Luzia Hein: Papier zu Fläche (Newcomer Award)
- Peter Schmidt für sein Lebenswerk (Personality Award)[27]
- Fiedler + Partner: Einfamilienhaus in Infraleichtbeton (Kategorie: Special Mention für Excellent Architecture Design)
- ATP architekten ingenieure: Hofer Alpha Retail Network (Kategorie: Excellent Architecture Design, Interior Architecture)[28]
- Karl Finke: Buch No. 3. Ein Vorlagealbum des Hamburger Tätowierers[29]
- bürger albrecht partner: Brand Identity Winner für den Marken Relaunch TENTE International GmbH[30]
- Smatterling App: Verabschiede dich von der Digitalen Welt und sag „Hallo“ zu den realen Gesprächen von Angesicht zu Angesicht (Winner Excellent Communications Design, Kategorie Apps)[31]

2018 (Auswahl)

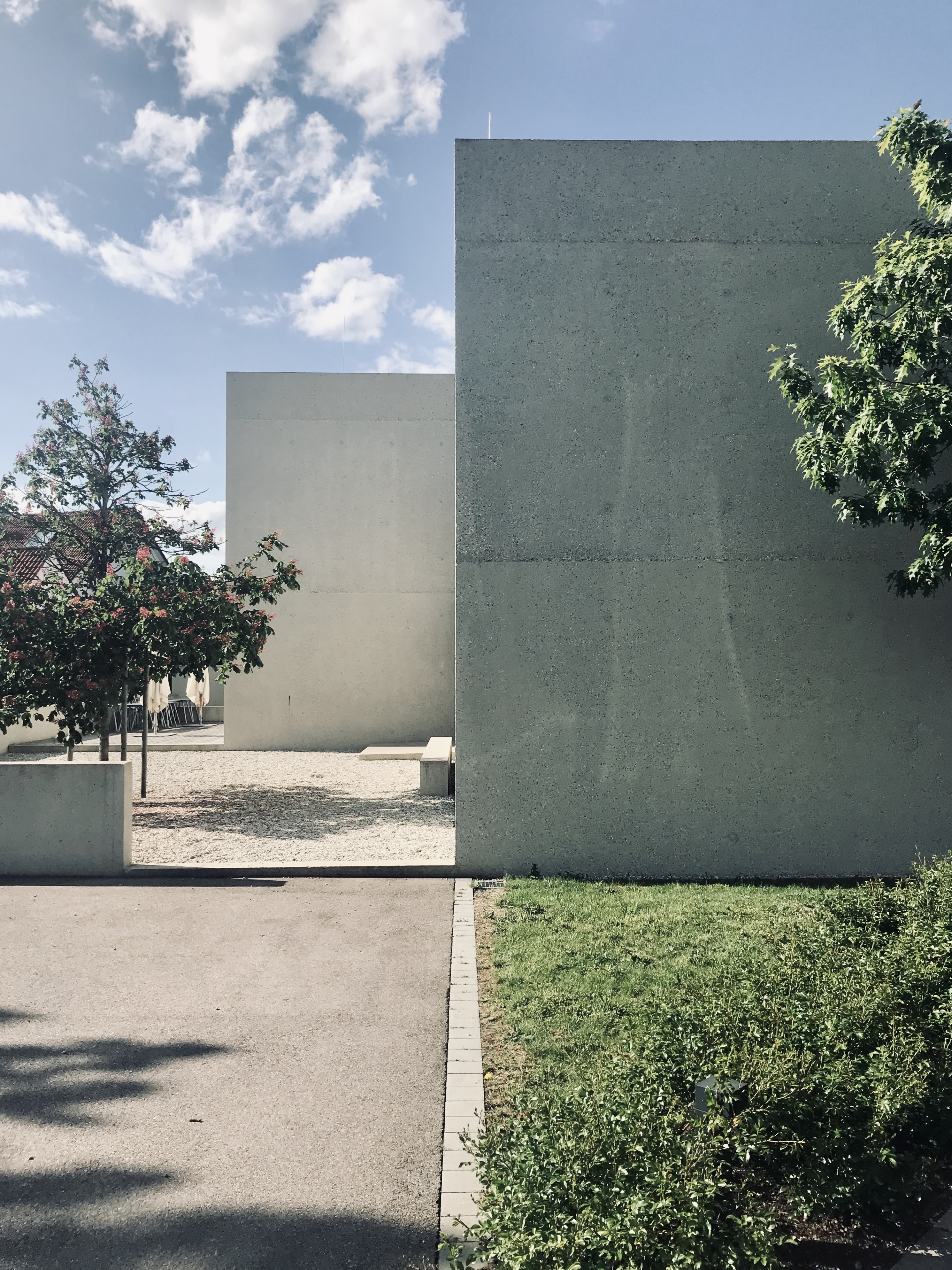
Haus für Geoinformation

- Dominikus Stark für Haus für Geoinformation, Kranzberg (Excellent Communications Design Architecture)[32]
- Jil Sander für ihr Lebenswerk (Personality Award)
- Philipp Weber (Newcomer Award)
- Pacific Chair von Vitra und Barber & Osgerby (Kategorie: Excellent Procuct Design – Office Furniture)
- Marion Wicher (Kategorie:  Excellent Communications Design - Architecture)
- U-Bahn-Station Waterloo in Hannover (Kategorie:  Excellent Communications Design - Interior Architecture)[33]
- Nordwerk Design für Sneakerhelden Store (Kategorie:  Excellent Communications Design - Retail Architecture)[34]
- Bernd Wolf (Schmuckdesign)[35]

2017 (Auswahl)

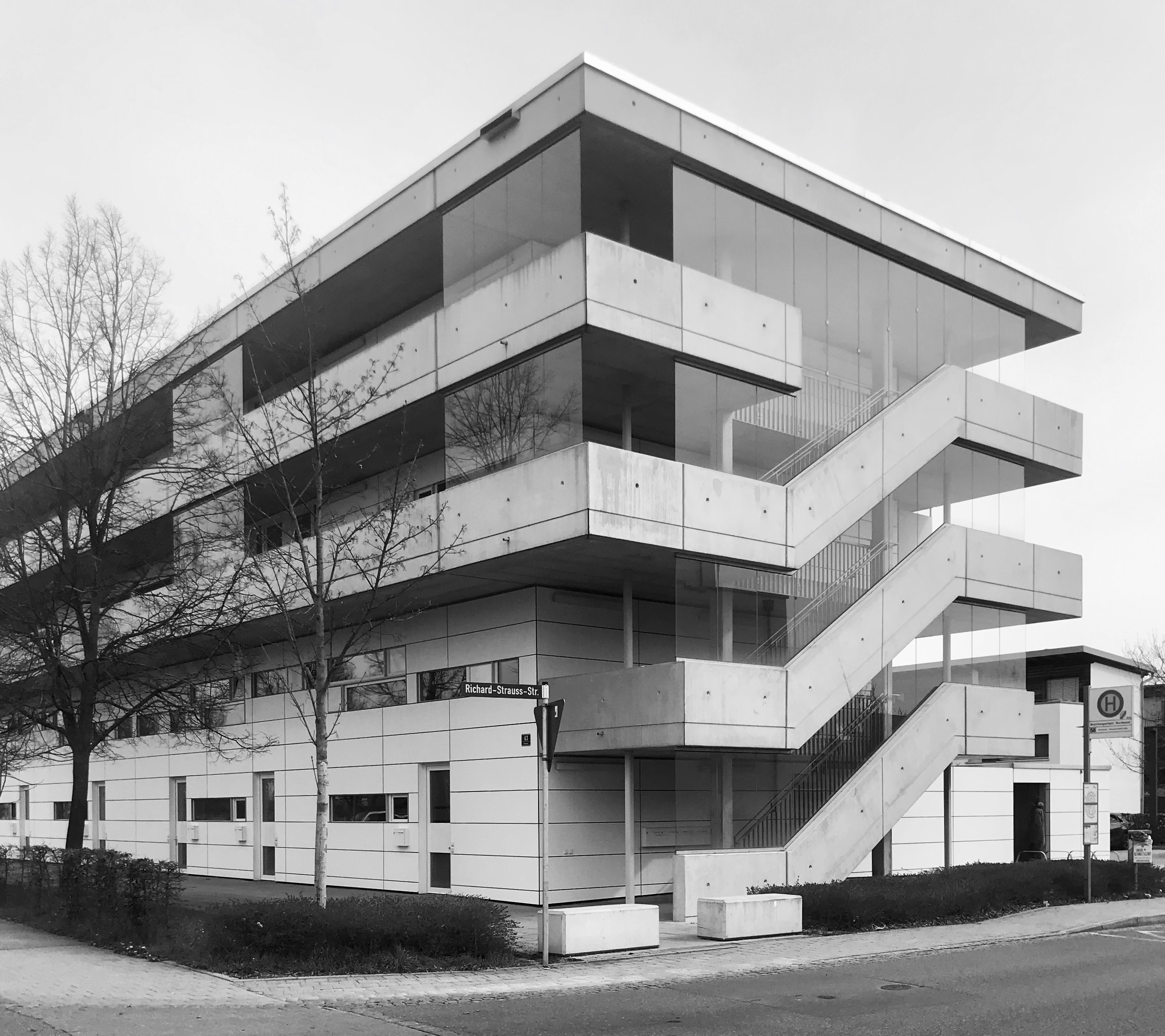
Siedlung Permoserstraße, Ingolstadt

- Agentur Reichl und Partner für eine Kampagne zur Brustkrebsvorbeugung
- Hasso Plattner für sein Lebenswerk (Personality Award)
- Benjamin Würkner (Newcomer Award)
- nomad als Design- und Gesellschaftsmagazin (Kategorie: Editorial)
- Geschäftsbericht 2015 der Commerzbank, Jahresbericht 2014 der Uniklinik Köln (Kategorie: Special Mention für besondere Designqualität)
- Blauwerk Architekten für Siedlung Permoserstraße - Permoserstraße 61, 63, Ingolstadt[37]
- Infinity Room von Refik Anadol (Kategorie: Special Mention für Excellent Communications Design Audiovisual)
- Gaulhofer für Holz-Alu Fenster Inline[38]  (Kategorie: Excellent Product Design - Building and Elements)

2016 (Auswahl)
- Konstantin Grcic für sein Lebenswerk (Personality Award)
- Eva Müller (Newcomer Award)
- Dominik Tesseraux -freistehende Badewanne
- NEST ONE - DRIVE/START, das begehbare Magazin im Volkswagen Group Forum Berlin.[40][41]
- Luis Dilger - City Layouts Special Mention (Kategorie: Excellent Communications Design - Urban Space)[42]

2015 (Auswahl)
- Nils Holger Moormann für sein Lebenswerk (Personality Award)
- Bolon - Webseite (Kategorie: Excellent Communications Design - Audiovisual and Digital Media)
- Hadi Teherani - Gartenhaus Lounge Box (Kategorie: Excellent Product Design – Lifestyle)

2014 (Auswahl)
- Gerd Bulthaup für sein Lebenswerk (Personality Award)
- WWF - iPad-App „Together“
- BMW i3 - Autodesign

2013 (Auswahl)
- Hartmut Esslinger für sein Lebenswerk (Personality Award)
- Siren Elise Wilhelmsen (Newcomer Award)
- Agentur Discodoener - Verpackungsdesign Monkey 47"